# In Love We Trust
 In Love We Trust — восьмий студійний альбом голландського гурту Clan of Xymox, випущений німецьким лейблом «Trisol», у 2009 році.

## Композиції
1. Emily (3:53)
2. Hail Mary (4:56)
3. Desdemona (4:37)
4. Judas (5:21)
5. In Love We Trust (4:29)
6. Sea Of Doubt (5:04)
7. Morning Glow (5:31)
8. Home Sweet Home (4:36)
9. Love Got Lost (4:36)
10. On A Mission (5:14)

## Над альбомом працювали
- Оформлення, бек-вокал (9) — Mojca
- Мастеринг — Dierk Budde
- Автор музики та слів — Ronny Moorings
- Фото — Sandra Nagler